# 臀間裂

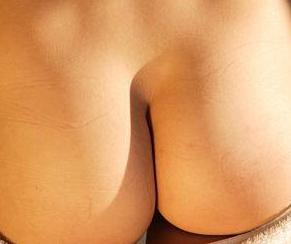
臀間裂

臀間裂俗稱屁溝或股溝，是兩臀之間的凹槽，由骶骨下方一直延伸到會陰部，是兩側臀大肌之間的可見邊界，因此稱為臀間裂，臀間裂內有肛门。
向內生長的毛髮會阻礙臀間裂的毛囊，形成刺激性的異物反應，造成藏毛疾病。也可能會再在皮膚上開另一個開口，分泌有惡臭的分泌物，即為所謂的藏毛竇。
有些疾病會影響臀間裂，像是反轉型乾癬和尾部退化症候群。